# 1801
1801 (MDCCCI) година е обикновена година, започваща в четвъртък според Григорианския календар.

## Събития
- 1 януари
  - Италианският астроном Джузепе Пиаци открива 1 Церера – най-големия астероид в Слънчевата система.
  - Влиза в сила съюзът между Великобритания и Ирландия, създава се Обединеното кралство.
- 4 март – Томас Джеферсън става третият президент на САЩ.
- 23 март – В резултат на заговор е убит руският цар Павел I.
- Във Великобритания и Франция са проведени първите официални преброявания на населението.

## Родени
- Аверкий Попстоянов, български просветен деец († 1881 г.)
- 30 юни – Фредерик Бастиа, френски философ († 1850 г.)
- 14 юли – Йоханес Петер Мюлер, германски физиолог († 1858 г.)
- 6 октомври – Иполит Карно, френски политик († 1888 г.)
- 23 октомври – Алберт Лорцинг, немски композитор, оперен певец и диригент († 1851 г.)
- 3 ноември – Винченцо Белини, италиански композитор († 1835 г.)
- 4 декември – Карл Лудвиг Мишле, немски философ († 1893 г.)
- 7 декември – Йохан Нестрой, австрийски драматург († 1862 г.)

## Починали
- 11 януари – Доменико Чимароза, италиански композитор (р. 1749 г.)
- 16 март – Александра Павловна, Велика руска княгиня (р. 1783 г.)
- 23 март – Павел I, руски император (р. 1754 г.)
- 25 март – Новалис, немски поет (р. 1772 г.)

Вижте също:
- календара за тази година